# وئالا

لوگوی وئالا

وئالا، وآلا یا وُالا (Wuala برگرفته از voilà در فرانسه) نوعی امکان امن برای ذخیره سازی، انبارداری و ایجاد دسترسی به فرایند پشتیبانی پرونده های رایانه ای میباشد.
این قابلیت توسط شرکت کَلایدو (Caleido Inc) که اکنون در شرکت لاسی (LaCie) ادغام شده، فراهم میشود.